# 제3차 산업

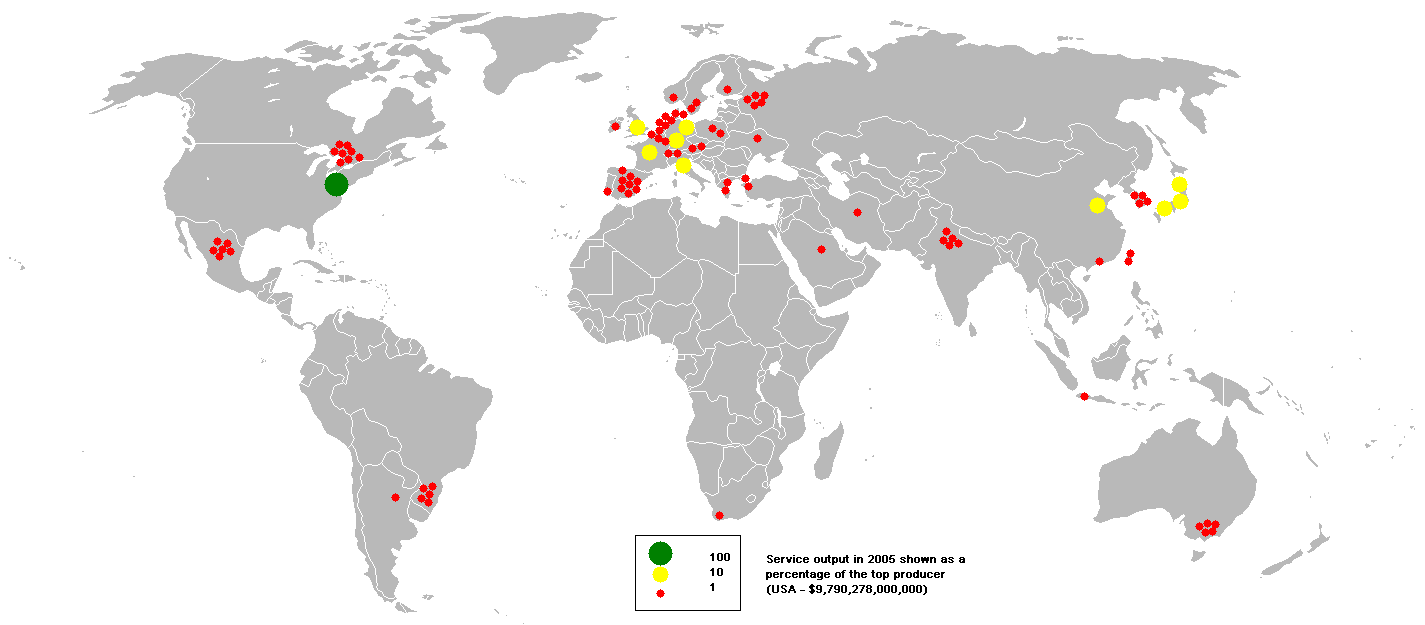
2005년 기준 최고 서비스 생산자의 서비스 산물 비율

제3차 산업, 삼차 산업은 주로 인간에게 서비스를 제공하여 주는 것으로 교통, 상업, 국제무역, 관광업 등이 여기에 속한다. 또, 운수, 통신, 금융, 보험, 유통, 외식 산업 등의 산업이 포함된다. 일반적으로 선진국에서는 제3차 산업이 제2차 산업과 균형 있게 발전을 하고 있다.

## 개요
경제발전에 따라 3차 산업의 비중이 커진다는 것은 경험적으로도 실증된 바 있으며, 소득수준이 높은 나라일수록 산업구조상 3차 산업의 비중이 커진다. 그러나 3차산업의 비중이 높다고 해서 반드시 선진국은 아니다.
경제가 발전이 될수록, 선진국들은 탈공업화 사회가 되간다. 즉, 생산과 고용의 측면에서는 제조업의 비중이 감소하고, 서비스업의 비중이 높아지는 후기산업사회 혹은 정보화 사회가 된다. 정보통신이 발달함에 따라서 경제 활동의 공간제약이 줄어들고 서비스업의 발달이 촉진된다. 산업구조가 고도화 될수록 서비스업의 비중은 높아진다.

## 교통 산업
교통이란 사람과 재화의 장소적인 이동인 수송과 의사나 정보의 장소적 이동인 통신(communication)을 의미한다. 생산의 기본적 부분을 차지하고 있는 것은 물질적 재화의 생산이지만, 생산은 물질적 재화의 생산에 그치는 것은 아니다. 특히 사회적 생산력이 발달, 단순한 생존 이상의 여러 가지 문화적 요구가 높아짐에 따라 생산물도 물적(物的)재화의 형태를 넘어서 무형의 용역(service)생산 영역이 발달해왔다.  서비스부문이라고 불리는 용역의 생산은 흔히 혼동되고 있는데, 재화의 매매, 금전대차 등의 유통행위는 아니며, 본질적으로 생산에 속하는 것이다. 따라서 공업·농업·건설업 등의 물질적 재화생산이나 교통·서비스 부문도 모두 생산인 한 ① 인간의 노동, ② 노동의 대상, ③ 노동수단을 생산과정의 계기로 삼게 된다.  그러나 인적·물적 장소이동을 본질로 하는 교통업은 생산과정, 즉 노동과정에서 일반적 재화생산·서비스 생산과는 다른 독자적 성격을 지닌다.  공업·농업 등의 물적 재화생산이나 교통에서는 노동과정에서 노동대상의 물적 변화를 낳지만, 노동과정이 어떤 직접적·개인적 욕망을 충족시키는 서비스부문에서는 일반적으로 노동대상의 물적 변화를 낳지 않는다.  따라서 물재(物財) 생산에서의 노동대상은 생산물의 질료적(質料的) 기본이라고 하는 의미의 원재료 형태를 취하는 데 비해 교통은 노동대상, 즉 이동대상이 되는 사람·물(物)은 노동과정의 계기일 뿐 원재료가 되지는 않는다.  그 필연적 결과로서 물재생산에서의 생산물은 생산 과정의 완료 후에 그것이 자립된 존재로서 생기며, 유통과정에 들어가 소비된다.  반면에 교통에서는 마르크스가 『자본론』에서 "운수업이 파는 것은 장소변경이다. 생기는 유용효과는 운수과정, 즉 운수업의 생산과정과 밀접하게 결합되어 있다. 이 유용효과는 생산과정에서만 소비된다. 그것은 이 생산과정과 별도의 사용물로서는 존재하지 않는다"고 설명하고 있는 것처럼, 생산물은 생산과정을 떠나서는 존재하지 않으며, 생산과 동시에 같은 장소에서 소비되지 않으면 안 된다. 이와 같이 교통에서의 생산물은 대상화된 물재(物財)가 아니라 무형의 용역이며, 저장·전환이 되지 않는 즉시재(卽時財)라고 불리는 점에서 교통서비스부문에 속한다. 즉 교통은 물재생산과 서비스부문의 속성을 지닌 그 중간적 존재라 할 수 있다.  교통의 진보가 인간의 경제생활에 중요한 이유로는, 우리의 경제생활이 육·해·공에 걸친 생활공간에서 이루어지며, 그 발달은 생활공간의 극복, 즉 교통의 진보를 전제로 하기 때문이다. 이거리의 극복은 교통수단에 의해 이루어지는 바, 이 수단에 따라 교통업은 육상교통·수상(水上) 교통·공중교통으로 대별(大別) 할 수 있으며, 산업의 분화에 따라 육·해·공의 교통업에 분화적으로 도로·파이프라인·철도·해운·항공 등의 여러 교통 운수업이 발달한다.

## 통신업
통신(通信)은 소식을 전하는 것으로 우편,전신,전화 등의 매체를 사용하여 정보나 의사를 전달하는 것을 말한다. 영어인 커뮤니케이션(영어: Communication)으로 나타내는 경우도 흔하다. 우리의 일상생활은 상호간에 의사를 소통하지 않고서는 영위되지 않는다. 즉 사람들은 음신(音信)이나 표정 또는 손짓·발짓에 의해, 그리고 그림(또는 문자)을 그리는 것 등을 통하여 자기 의사나 기타 정보를 타인에게 전달하고, 후대의 사람, 또는 장소를 달리하는 타인, 다수의 사람에게 전하기 위해서는 별도의 수단이 필요하게 된다. 여기서 장소를 달리하는 사람에게 정보나 의사를 전달(수송)하는 수단을 통신이라고 한다. 통신이란 인간과 사물에 관한 사상·정보의 장소적 이동, 즉 전달기능을 하는 서비스 행위이다. 따라서 같은 서비스업이라고 해도 인간 또는 사물 그 자체를 전달하는 교통·운수업과 구분되며, 유형재(有形財)를 교환하는 실물경제(實物經濟)에서의 상업이나 요식·접객업 같은 일반서비스업과 구분된다. 넓은 의미의 교통을 사람과 재화(財貨) 및 음신을 장소적으로 이동시키는 행위라고 볼 때, 그 중에서 사람과 재화를 장소적으로 이동시키는 행위를 운송 또는 운수라 하고, 이에 대하여 음신(音信)을 장소적으로 이동시키는 행위를 통신이라 볼 수 있다. 넓은 의미에서는 방송이나 신문과 같은 대중 전달도 통신에 해당하나 좁은 의미에서는 직접적인 의사 소통, 우편물과 전기통신과 같은 개별적 전달을 통신이라 한다.
통신의 원초적 의미는 사람과 사람이 접촉하면서 교환되는 사상의 전달이나 소문의 파급과 같이 인간관계의 모든 의사소통에서 비롯되고 있지만, 근대적 의미에서의 통신은 파발마(擺撥馬)·우체통·전화·전신 등 이른바 통신수단을 통하여 이루어지는 통신서비스의 생산행위를 말한다. 여기서 통신수단이란 통신서비스 생산에 있어서 필요불가결한 물적 매개체로, 이에는 통신통로(通路)·통신기기·통신전달동력 등이 있으며, 이를 통신의 3대요소라고 한다. 따라서 이 통신수단을 보유하고 통신서비스 생산을 전담하는 행위를 통신업이라고 하는데, 통신수요의 급팽창과 통신수단의 발달은 밀접한 관련을 가지고 점차 기계화, 전기·전자화하여 오늘날과 같은 고도의 통신기능을 보유하게 되었다.

## 관광업
관광업(觀光業：tourist industry)이란 관광객에 대한 재화와 서비스의 제공을 영업기반으로 하는 기업을 말하는데, 광범위한 각종 관련산업과의 합성(合成)을 핵(核)으로 하는 복합산업(複合産業：compound industry)으로서, 통일적 독립산업부문은 아니다.  관광의 현대적 의의는 관광을 경제의 일환으로서 경제적 결합도를 기표(基標)로 생각하는 것이다. 즉 현대적 의미의 관광은 단순한 자연관상이 아니라 인간생활의 어떤 목적을 위하여 사회적·경제적 관련을 가지고 능동적으로 움직이는 의욕을 내포한다. 따라서 관광업은 관광 왕래와의 경제적 결합도를 기표로 하여 그 기능별로 분류, (1) 관광영업의 존재를 전적으로(또는 대부분) 관광 왕래에 의존하는 기본적 관광업, (2) 그 존재가 관광왕래에 의해 경제적으로 지원되지만, 다른 것에도 존재의 기초를 가지는 부수적 관광업으로 나눌 수 있다. 그리고 (1)에는 ① 숙박업, ② 요양·치료업, ③ 특수교통업, ④ 특수제조업, ⑤ 특수 상업 ⑥ 특수 서비스업 등이 있으며, (2) 부수적 관광업에는 ⑦ 환대업(歡待業), ⑧ 관광왕래와 영업상 2차적 관련을 갖는 교통업·제조업·상업·서비스업 등이 있다.

## 나라별 3차 생산량
| (01) 미국                                                                                             | 14,762 |
| (02) 중국                                                                                             | 5,688  |
| (03) 일본                                                                                             | 3,511  |
| (04) 독일                                                                                             | 2,395  |
| (05) 영국                                                                                             | 2,109  |
| (06) 프랑스                                                                                           | 1,941  |
| (07) 이탈리아                                                                                         | 1,366  |
| (08) 브라질                                                                                           | 1,295  |
| (09) 캐나다                                                                                           | 1,081  |
| (10) 인도                                                                                             | 1,024  |
| (11) 스페인                                                                                           | 926    |
| (12) 오스트레일리아                                                                                   | 859    |
| (13) 대한민국                                                                                         | 850    |
| (14) 러시아                                                                                           | 797    |
| (15) 멕시코                                                                                           | 661    |
| (16) 튀르키예                                                                                         | 551    |
| (17) 네덜란드                                                                                         | 543    |
| (18) 스위스                                                                                           | 484    |
| (19) 인도네시아                                                                                       | 429    |
| (20) 벨기에                                                                                           | 362    |
| The twenty largest countries by tertiary output in 2016, according to the IMF and CIA World Factbook. |        |

## 같이 보기
- 탈공업 사회
- 제4차 산업
- 제3부문